# Число симметрии

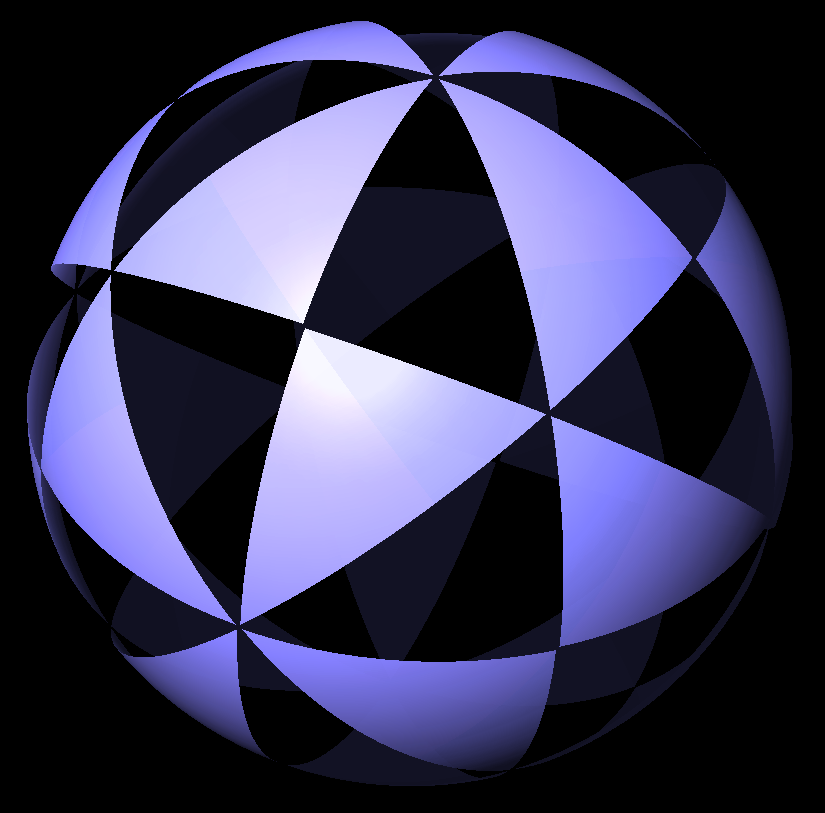
Сфера, раскрашенная для показа 48 фундаментальных областей октаэдральной симметрии.

Число симметрии или порядок симметрии объекта — это количество различных, но эквивалентных пространственных расположений (или размещений) объекта, то есть порядок его группы симметрии. Объектом может быть молекула, кристаллическая решётка, мозаика или любой другой математический объект в N-мерном пространстве.
В статистической термодинамике число симметрии  корректирует любой пересчёт эквивалентных молекулярных конфигураций в статистической сумме.  В этом смысле число симметрии зависит от того, как формируется статистическая сумма. Например, если выписывается статистическая сумма для этана, так что интеграл включает полное вращение метила, то 3-кратная вращательная симметрия метиловой группы даёт 3-кратный вклад в число симметрии. Но если выписываемая статистическая сумма включала только одну энергетическую яму метила, то вращения метила не вносят вклада в число симметрии.
Число симметрии используется при вычислении термодинамических функций по методу Бенсона (при расчёте энтропии).